# Плонка-Косьцельна
Пло́нка-Косьце́льна (пол. Płonka Kościelna) — деревня в Белостокском повете Подляского воеводства Польши. Входит в состав гмины Лапы. По данным переписи 2011 года, в деревне проживало 445 человек.

## География
Деревня расположена на северо-востоке Польши, к западу от реки Нарев, на расстоянии приблизительно 26 километров (по прямой) к юго-западу от города Белостока, административного центра повета. Абсолютная высота — 126 метров над уровнем моря. Через деревню проходит автодорога 681.

## История
Первое упоминание о деревне восходит к 1203 году. В конце XVIII века Плонка входила в состав Бельского повета Подляшского воеводства Королевства Польского.

Согласно «Списку населенных мест Ломжинской губернии», в 1906 году в деревне Плонка-Костельна проживало 415 человек (195 мужчин и 220 женщин). В конфесиональном отношении большинство население деревни составляли католики (401 человек), остальные — евреи. В административном отношении деревня входила в состав гмины Ковалевщизна Мазовецкого уезда.
В период с 1975 по 1998 годы Плонка-Косьцельна являлась частью Белостокского воеводства.

## Достопримечательности
- Костёл Святого Архангела Михаила 1906—1913 гг.
- Деревянная кладбищенская часовня 1880 г.